# کویتو کواناوال
کویتو کواناوال (به لاتین: Cuito Cuanavale) یک منطقهٔ مسکونی در آنگولا است که در استان کواندو کوبانگو واقع شده‌است. کویتو کواناوال ۳۵٬۶۱۰ کیلومتر مربع مساحت و ۴۰٬۸۲۹ نفر جمعیت دارد.